# Loriguilla
Loriguilla (en valencien et en castillan) est une commune d'Espagne de la province de Valence dans la Communauté valencienne. Elle est située dans la comarque du Camp de Túria et dans la zone à prédominance linguistique castillane.

## Géographie

Localisation de Loriguilla
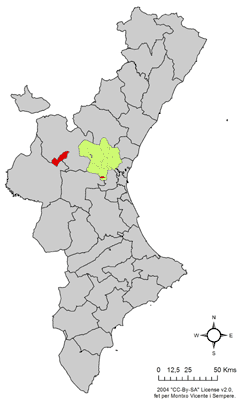
dans la Communauté valencienne.
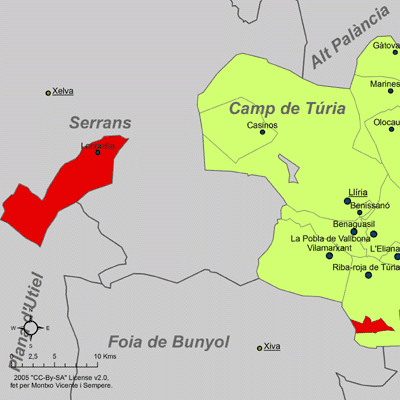
dans la comarque du Camp de Túria.

### Localités limitrophes
Le territoire communal de Loriguilla est voisin de celui des communes suivantes :
Chelva, Chera, Cheste, Chulilla, Domeño, Losa del Obispo, Requena, Riba-roja de Túria et Sot de Chera, toutes situées dans la province de Valence.

## Démographie
| 1990  | 1992  | 1994  | 1996  | 1998  | 2000  | 2002  | 2004  |
| ----- | ----- | ----- | ----- | ----- | ----- | ----- | ----- |
| 1.168 | 1.042 | 1.059 | 1.004 | 1.003 | 1.005 | 1.015 | 1.177 |

## Administration
Liste des maires, depuis les premières élections démocratiques.
| Législature | Nom du Maire              | Parti politique |
| ----------- | ------------------------- | --------------- |
| 1979-1983   |                           |                 |
| 1983-1987   |                           |                 |
| 1987-1991   |                           |                 |
| 1991-1995   |                           |                 |
| 1995-1999   |                           |                 |
| 1999-2003   |                           |                 |
| 2003-2007   | José Javier Cervera Soria | PP              |
| 2007-2011   |                           |                 |

### Sources
- (es) Cet article est partiellement ou en totalité issu de l’article de Wikipédia en espagnol intitulé « Loriguilla » (voir la liste des auteurs).